# Joseph Warfield
Ne doit pas être confondu avec Joe Warfield.
Joseph Wolff Warfield, dit Jo Warfield, est un acteur, chanteur et musicien américain né le 17 mars 1917 à New York et mort le 17 novembre 2010 à Paris, en son domicile à La Ruche.

## Filmographie
Sauf indication contraire, les informations mentionnées dans cette section peuvent être confirmées par la base de données cinématographiques IMDb,  présente dans la section « Liens externes ».
- 1946 : Le Fil du rasoir d’Edmund Goulding : le Français (non crédité)
- 1948 : Arc de triomphe de Lewis Milestone : le serveur du Fouquet’s (non crédité)
- 1948 : L'Enfer de la corruption d’Abraham Polonsky : le percepteur (non crédité)
- 1950 : Midi, gare centrale de Rudolph Maté : Manny (non crédité)
- 1950 : La Belle de Paris de Jean Negulesco : Rigoli le jockey italien (non crédité)
- 1951 : L'Inconnu du Nord-Express d’Alfred Hitchcock : l’homme au soda (non crédité)
- 1955 : La Madelon de Jean Boyer : Sam, un officier américain
- 1956 : Trapèze de Carol Reed : un photographe (non crédité)
- 1957 : Fric-frac en dentelles de Guillaume Radot
- 1961 : Dynamite Jack de Jean Bastia : Michel
- 1962 : Le Jour le plus long (The Longest Day) de Ken Annakin, Andrew Marton, Bernhard Wicki, Gerd Oswald et Darryl F. Zanuck : un médecin de l’armée américaine
- 1963 : L'Abominable Homme des douanes de Marc Allégret : Paolo Timetti, le tueur américain
- 1965 : Le Jour d'après de Robert Parrish : Paolo Timetti, le tueur américain
- 1966 : Du rififi à Paname de Denys de La Patellière : le contact de Tokyo
- 1966 : Paris brûle-t-il ? de René Clément : le major accompagnant Chaban.
- 1968 : Le Tatoué de Denys de La Patellière : Larsen, l'un des acheteurs américains du tatouage
- 1968 : La Blonde de Pékin de Nicolas Gessner : Wolfert
- 1970 : Ils de Jean-Daniel Simon : Fergusson

## Discographie
- 1971 : Warfield Chante Prévert (single)